# Vòng loại Giải vô địch bóng đá U-17 châu Á 2002

### Bảng 1
Tất cảc các trận đấu diễn ra tại Sanaa, Yemen
| Đội       | Điểm | Trận | Thắng | Hòa | Thua | Bàn Thắng | Bàn Thua |
| --------- | ---- | ---- | ----- | --- | ---- | --------- | -------- |
| Yemen     | 9    | 3    | 3     | 0   | 0    | 9         | 1        |
| Bahrain   | 4    | 3    | 1     | 1   | 1    | 4         | 5        |
| Kuwait    | 4    | 3    | 1     | 1   | 1    | 4         | 6        |
| Palestine | 0    | 3    | 0     | 0   | 3    | 3         | 8        |

26 tháng 7
| Yemen | 2 - 0 | Bahrain |

| Palestine | 1 - 2 | Kuwait |

28 tháng 7
| Bahrain | 1 - 1 | Kuwait |

| Yemen | 3 - 0 | Palestine |

30 tháng 7
| Bahrain | 3 - 2 | Palestine |

| Yemen | 4 - 1 | Kuwait |

### Bảng 2
Trận thứ nhất diễn ra ở  Al-Ahsa, Ả Rập Xê Út và trận thứ hai diễn ra tại Damascus, Syria
| Đội         | Điểm    | Trận    | Thắng   | Hòa     | Thua    | Bàn Thắng | Bàn Thua |
| ----------- | ------- | ------- | ------- | ------- | ------- | --------- | -------- |
| Syria       | 4       | 2       | 1       | 1       | 0       | 1         | 0        |
| Ả Rập Xê Út | 1       | 2       | 0       | 1       | 1       | 0         | 1        |
| Liban       | Rút lui | Rút lui | Rút lui | Rút lui | Rút lui | Rút lui   | Rút lui  |

26 tháng 7
| Ả Rập Xê Út | 0 - 0 | Syria |

31 tháng 7
| Syria | 1 - 0 | Ả Rập Xê Út |

### Bảng 3
Tất cảc các trận đấu diễn ra tại Doha, Qatar
| Đội    | Điểm | Trận | Thắng | Hòa | Thua | Bàn Thắng | Bàn Thua |
| ------ | ---- | ---- | ----- | --- | ---- | --------- | -------- |
| Qatar  | 6    | 2    | 2     | 0   | 0    | 5         | 1        |
| Jordan | 3    | 2    | 1     | 0   | 1    | 2         | 2        |
| Iraq   | 0    | 2    | 0     | 0   | 2    | 2         | 6        |

26 tháng 7
| Iraq | 1 - 2 | Jordan |

28 tháng 7
| Qatar | 4 - 1 | Iraq |

31 tháng 7
| Jordan | 0 - 1 | Qatar |

### Bảng 4
Tất cảc các trận đấu diễn ra tại Chennai, Ấn Độ
| Đội      | Điểm    | Trận    | Thắng   | Hoà     | Thua    | Bàn Thắng | Bàn Thua |
| -------- | ------- | ------- | ------- | ------- | ------- | --------- | -------- |
| Ấn Độ    | 6       | 2       | 2       | 0       | 0       | 12        | 0        |
| Maldives | 0       | 2       | 0       | 0       | 2       | 0         | 12       |
| Bhutan   | Rút lui | Rút lui | Rút lui | Rút lui | Rút lui | Rút lui   | Rút lui  |

5 tháng 5
| Maldives | 0 - 10 | Ấn Độ |

7 tháng 5
| Ấn Độ | 2 - 0 | Maldives |

### Bảng 5
Tất cảc các trận đấu diễn ra tại Tashkent, Uzbekistan
| Đội        | Điểm | Trận | Thắng | Hòa | Thua | Bàn Thắng | Bàn Thua |
| ---------- | ---- | ---- | ----- | --- | ---- | --------- | -------- |
| Uzbekistan | 6    | 2    | 2     | 0   | 0    | 10        | 2        |
| Kyrgyzstan | 1    | 2    | 0     | 1   | 1    | 3         | 7        |
| Sri Lanka  | 1    | 2    | 0     | 1   | 1    | 1         | 5        |

6 tháng 5
| Kyrgyzstan | 1 - 1 | Sri Lanka |

8 tháng 5
| Uzbekistan | 4 - 0 | Sri Lanka |

10 tháng 5
| Uzbekistan | 6 - 2 | Kyrgyzstan |

### Bảng 6
Tất cảc các trận đấu diễn ra tại Dushanbe, Tajikistan
| Đội          | Điểm | Trận | Thắng | Hòa | Thua | Bàn Thắng | Bàn Thua |
| ------------ | ---- | ---- | ----- | --- | ---- | --------- | -------- |
| Tajikistan   | 6    | 2    | 2     | 0   | 0    | 7         | 0        |
| Pakistan     | 3    | 2    | 1     | 0   | 1    | 2         | 4        |
| Turkmenistan | 0    | 2    | 0     | 0   | 2    | 0         | 5        |

13 tháng 5
| Tajikistan | 3 - 0 | Turkmenistan |

15 tháng 5
| Turkmenistan | 0 - 2 | Pakistan |

17 tháng 5
| Pakistan | 0 - 4 | Tajikistan |

Lưu ý: Do  Tajikistan bị đình chỉ tư cách thành viên nên vé dự vòng chung kết của bảng này chuyển cho  Pakistan.

### Bảng 7
Tất cảc các trận đấu diễn ra tại Yangon, Myanmar
| Đội       | Điểm | Trận | Thắng | Hòa | Thua | Bàn Thắng | Bàn Thua |
| --------- | ---- | ---- | ----- | --- | ---- | --------- | -------- |
| Myanmar   | 6    | 2    | 2     | 0   | 0    | 15        | 0        |
| Hồng Kông | 3    | 2    | 1     | 0   | 1    | 3         | 9        |
| Singapore | 0    | 2    | 0     | 0   | 2    | 0         | 9        |

13 tháng 5
| Myanmar | 9 - 0 | Hồng Kông |

15 tháng 5
| Hồng Kông | 3 - 0 | Singapore |

17 tháng 5
| Myanmar | 6 - 0 | Singapore |

### Bảng 8
Tất cảc các trận đấu diễn ra tại Seoul, Hàn Quốc
| Đội         | Điểm | Trận | Thắng | Hòa | Thua | Bàn Thắng | Bàn Thua |
| ----------- | ---- | ---- | ----- | --- | ---- | --------- | -------- |
| Hàn Quốc    | 9    | 3    | 3     | 0   | 0    | 25        | 1        |
| Lào         | 6    | 3    | 2     | 0   | 1    | 9         | 12       |
| Campuchia   | 3    | 3    | 1     | 0   | 2    | 4         | 9        |
| Philippines | 0    | 3    | 0     | 0   | 3    | 0         | 16       |

15 tháng 4
| Philippines | 0 - 3 | Campuchia |

| Hàn Quốc | 11 - 1 | Lào |

17 tháng 4
| Campuchia | 1 - 3 | Lào |

| Hàn Quốc | 8 - 0 | Philippines |

19 tháng 4
| Lào | 5 - 0 | Philippines |

| Hàn Quốc | 6 - 0 | Campuchia |

### Bảng 9
Tất cảc các trận đấu diễn ra tại Bình Nhưỡng, Bắc Triều Tiên
| Đội               | Điểm    | Trận    | Thắng   | Hòa     | Thua    | Bàn Thắng | Bàn Thua |
| ----------------- | ------- | ------- | ------- | ------- | ------- | --------- | -------- |
| Trung Quốc        | 6       | 2       | 2       | 0       | 0       | 20        | 2        |
| CHDCND Triều Tiên | 3       | 2       | 1       | 0       | 1       | 23        | 3        |
| Mông Cổ           | 0       | 2       | 0       | 0       | 2       | 0         | 38       |
| Guam              | Rút lui | Rút lui | Rút lui | Rút lui | Rút lui | Rút lui   | Rút lui  |

20 tháng 5
| Trung Quốc | 17 - 0 | Mông Cổ |

22 tháng 5
| CHDCND Triều Tiên | 21 - 0 | Mông Cổ |

24 tháng 5
| CHDCND Triều Tiên | 2 - 3 | Trung Quốc |

### Bảng 10
Tất cảc các trận đấu diễn ra tại Đài Bắc, Đài Loan
| Đội               | Điểm | Trận | Thắng | Hòa | Thua | Bàn Thắng | Bàn Thua |
| ----------------- | ---- | ---- | ----- | --- | ---- | --------- | -------- |
| Việt Nam          | 4    | 2    | 1     | 1   | 0    | 3         | 2        |
| Indonesia         | 2    | 2    | 0     | 2   | 0    | 2         | 2        |
| Đài Bắc Trung Hoa | 1    | 2    | 0     | 1   | 1    | 2         | 3        |

19 tháng 5
| Indonesia | 1 - 1 | Việt Nam |

21 tháng 5
| Đài Bắc Trung Hoa | 1 - 1 | Indonesia |

23 tháng 5
| Đài Bắc Trung Hoa | 1 - 2 | Việt Nam |

### Bảng 11
Tất cảc các trận đấu diễn ra tại Kelana Jaya, Malaysia
| Đội      | Điểm | Trận | Thắng | Hòa | Thua | Bàn Thắng | Bàn Thua |
| -------- | ---- | ---- | ----- | --- | ---- | --------- | -------- |
| Nhật Bản | 9    | 3    | 3     | 0   | 0    | 22        | 0        |
| Malaysia | 6    | 3    | 2     | 0   | 1    | 16        | 2        |
| Brunei   | 3    | 3    | 1     | 0   | 2    | 2         | 21       |
| Ma Cao   | 0    | 3    | 0     | 0   | 3    | 1         | 18       |

11 tháng 5
| Brunei | 0 - 11 | Nhật Bản |

| Malaysia | 7 - 0 | Ma Cao |

13 tháng 5
| Ma Cao | 0 - 9 | Nhật Bản |

| Malaysia | 9 - 0 | Brunei |

15 tháng 5
| Ma Cao | 1 - 2 | Brunei |

| Malaysia | 0 - 2 | Nhật Bản |

### Các đội tham dự vòng chung kết
- Trung Quốc
- Ấn Độ
- Nhật Bản
- Hàn Quốc
- Myanmar
- Pakistan
- Qatar
- Syria
- UAE (chủ nhà)
- Uzbekistan
- Việt Nam
- Yemen